# 亲爱的派伯诺
《亲爱的派伯诺》(Pablo Honey)是英国另类摇滚乐团电台司令发行的首张正式录音室专辑。本专辑的制作人为Sean Slade与Paul Q. Kolderie，并于1992年9月至11月期间在英国牛津郡的Chipping Norton Recording Studios以及Courtyard Studio录制。本专辑中有三首单曲用作商业发行用途，分别是《Anyone Can Play Guitar》《Stop Whispering》以及《Creep》。其中《Creep》更是成为了日后英伦摇滚的代表曲目，同时也成为了他们最为人所知的歌曲之一。《亲爱的派伯诺》在英国的流行音乐榜单榜单最高攀到了第22名，同时也在英国以及其他国家达到了白金销量。